# Річка (Ішимський район)
Рі́чка (рос. Речка) — присілок у складі Ішимського району Тюменської області, Росія.
Населення — 58 осіб (2010, 92 у 2002).
Національний склад станом на 2002 рік:
- росіяни — 84 %